# Sarcotheca glauca
Sarcotheca glauca är en harsyreväxtart som först beskrevs av Joseph Dalton Hooker, och fick sitt nu gällande namn av H. Hallier. Sarcotheca glauca ingår i släktet Sarcotheca och familjen harsyreväxter. Inga underarter finns listade i Catalogue of Life.